# The Posies
The Posies (англ. Букеты) — американская альтернативная рок-группа. Известна по своим песням «Dream All Day» и «Flavor Of The Month». Песни «Love Comes» и «I Guess You’re Right» с её последнего альбома «Every Kind Of Light» включены в качестве «музыкальных примеров» в Windows Vista. Группу сравнивают с «The Hollies» — за вокальные гармонии и с «Big Star» — за мастерство в написании мелодичных, «заводных» песен. The Posies — одни из самых ярких представителей современного пауэр-попа.

## Начало
Группа образовалась в 1986 году, когда Джон Ауэр и Кен Стрингфеллоу стали вместе писать песни. Первое их выступление в качестве акустического дуэта состоялось летом 1987 года, а c декабря того же года по февраль 1988 они записали в домашней студии Ауэра двенадцать песен. Первоначально планировалось, что это будут просто демозаписи, но из них, в конце концов, получился дебютный альбом группы — «Failure», который распространялся на аудиокассетах по Беллингхэму и Сиэтлу и привлёк внимание аудитории.
Так как играть на всех инструментах двум музыкантам было довольно сложно, в группу были приняты басист Майк Масбергер и ударник Рик Робертс. Posies, переехав в Сиэтл, стали давать концерты по всему штату Вашингтон. Альбом «Failure» был издан в конце 1988 года на виниле местным лейблом PopLlama.
В 1989 году группу заметили более крупные лейблы, и Posies стали работать с мейджором Geffen Records. Второй альбом группы «Dear 23», вышедший на нём, продюсировал Джон Леки (известный звукорежиссёр, продюсировавший альбомы групп The Fall, Simple Minds, Radiohead). Кавер-версию песни с этого альбома «Golden Blunders» в 1992 году записал сам Ринго Старр (альбом «Time Takes Time»).
В конце 1991 года из-за разногласий в музыкальных взглядах из группы исключили Рика Робертса, а все сессионные записи с ним (в том числе записи трёх написанных им песен) были уничтожены — сейчас они известны как «The Lost Sessions» («Потерянные сессии»).

## «Frosting On The Beater»(1993)
В начале 1992 года Posies стали записывать свой третий альбом, который сначала хотели назвать «Eclipse». Однако Geffen Records не был удовлетворён материалом и отправил команду «обратно в студию», чтобы она записала «несколько хитов». Звукорежиссёр Дон Флеминг для того, чтобы альбом смог стать коммерчески успешным, решил «утяжелить» саунд группы: в начале 1990-х гг. в моде был гранж с его «грязным» звучанием. Доделанный альбом назвали «Frosting On The Beater» (сленговое выражение, означающее мастурбацию) и выпустили в апреле 1993 года. Открывающая альбом песня «Dream All Day» пользовалась большим успехом на радио и американском MTV.
К группе присоединился басист Дейв Фокс в качестве концертного музыканта. Во время европейского тура между Кеном и Майком Масбергером произошла драка, и вскоре Майк покинул группу. После него группу также вынужден был покинуть и Дейв Фокс.
В конце 1994 года на барабанах в Posies стал играть Брайан Янг, а на басу — Джо Басс (настоящее имя Джо Говард или Джо Скайворд), который ещё в 1992 году иногда играл вместе с группой на концертах.

## «Amazing Disgrace»(1996) и«Success»(1998)
Четвёртый альбом «Amazing Disgrace» (рабочее название было «What Color Is A Red Light?») вышел в свет в мае 1996 года. Несмотря на то, что он был встречен критиками лучше, чем предыдущие, лейбл Geffen Records не смог организовать хороший промоушн, и продажи альбома получились низкими. Что и привело к разрыву группы с лейблом.
После этого участники группы занялись вплотную своими собственными проектами. Кен Стрингфеллоу записал и выпустил свой сольный альбом «This Sounds Like Goodbye». Джон Ауэр стал участвовать в сиэтлской группе «Lucky Me» в качестве гитариста. Брайан Янг стал ударником в группе «Fountains Of Wayne».
В конце 1997 года все участники собрались снова, чтобы сыграть несколько концертов и записать новый альбом «Success» (1998). Группа вернулась на свой первый лейбл PopLlama, который и издал альбом.
Стрингфеллоу организовал побочный проект — группу «Saltine», в 1999 году выпустившую единственный сингл с тремя треками «Find Yourself Alone».

## 2000-е годы
Далее группа больше не записывала новый материал, однако в 2000 году вышло сразу четыре её релиза — огромный (из 66 треков) бокс-сет «At Least, At Last», состоящий из демо и концертных записей, два «живых» альбома («Alive Before Iceberg» и «In Case You Didn’t Feel Like Plugging In») и сборник лучших песен «Dream All Day».
В 2001 году Posies записали акустический мини-альбом «Nice Cheeckbones And A Ph.D.», в том же году Стрингфеллоу выпустил второй сольный альбом «Touched», материал которого первоначально предназначался для группы «Saltine». В 2005 году Posies записали свой последний на сегодняшний день номерной альбом «Every Kind Of Light».

## Дискография

### Студийные альбомы
| Обложка | Дата релиза      | Название               | Лейбл            |
|         | 1988             | Failure                | PopLlama Records |
|         | Август 1990      | Dear 23                | DGC Records      |
|         | 27 апреля 1993   | Frosting On The Beater | DGC Records      |
|         | 14 мая 1996      | Amazing Disgrace       | DGC Records      |
|         | 18 февраля 1998  | Success                | PopLlama Records |
|         | 28 июня 2005     | Every Kind Of Light    | Rykodisc         |
|         | 28 сентября 2010 | Blood/Candy            | Rykodisc         |
|         | 29 апреля 2016   | Solid States           | Lojinx           |

### Мини-альбом
- Nice Cheeckbones And A Ph.D. (2001)

### Синглы
- Golden Blunders (1990)
- Suddenly Mary (1991)
- Feel (1992)
- Going, Going, Gone (1993)
- Dream All Day (1993)
- Solar Sister (1993)
- Flavor Of The Month (1993)
- Definite Door (1994)
- Ontario (1996)
- Please Return It (1996)
- Everybody Is A Fucking Liar (1996)
- Start A Life (1999)
- Second Time Around (2005)

### Бокс-сет
- At Least, At Last (2000)

### Концертные записи
- Alive Before Iceberg (2000)
- In Case You Didn’t Feel Like Plugging In (2000)

### Компиляции
- The World of the Zombies (1994). Seattle: PopLlama
- Dream All Day: The Best Of The Posies (2000)